# Serrall dels Clapers
El Serrall dels Clapers és una serra situada al municipi de la Bisbal de Montsant a la comarca del Priorat, amb una elevació màxima de 488 metres.